# Гвердцители, Тамара Михайловна
Тама́ра (Тамрико) Миха́йловна Гвердците́ли (груз. თამარ მიხეილის ასული გვერდწითელი; род. 18 января 1962, Тбилиси, Грузинская ССР) — советская, грузинская и российская эстрадная певица (контральто), пианистка, композитор, актриса. Народная артистка Грузинской ССР (1991), Народная артистка Российской Федерации (2004), лауреат премии Ленинского комсомола Грузии (1984).

## Биография
Отец — из древнего грузинского дворянского рода Гвердцители. Мать — еврейка, внучка одесского раввина. Благодаря матери — учительнице русского языка и литературы, уроженке Одессы Инне Владимировне Кофман — в пять лет начала учиться музыке, поступила в специальную музыкальную школу при Тбилисской консерватории. В начале 1970-х годов стала солисткой детского эстрадного ансамбля «Мзиури», в составе которого объездила с гастролями весь Советский Союз, гастролировала в 12 странах мира. Была и певицей, и пианисткой, и гитаристкой, исполняла с ансамблем народные грузинские, армянские, русские, украинские и современные эстрадные песни. В шестнадцать лет участвовала в музыкальном аудиоспектакле «Наш друг — Буратино» (1978) (муз. А. Рыбникова) в роли грустного Пьеро.
После школы в 1979 году Тамара поступила в Тбилисскую консерваторию и окончила её по классу фортепиано и композиции, а также окончила специальный колледж по вокалу. Ещё на 3 курсе стала солисткой эстрадно-симфонического оркестра Гостелерадио Грузии.
В 19 лет заняла второе место на всесоюзном фестивале в Днепропетровске и победила на международном конкурсе «Красная гвоздика» в Сочи. Песни «Музыка» (В. Азарашвили, М. Поцхишвили) и «Цвети, земля моя» принесли известность молодой певице.
В 1982 году принимала участие в конкурсе популярной музыки в Дрездене, в 1988 году победила на конкурсе «Золотой Орфей», выступала в качестве приглашённого артиста на фестивалях в Сопоте и Сан-Ремо. А с 1987 года молодая певица уже сама выступала в роли члена жюри музыкальных фестивалей.
В 1989 году стала заслуженной артисткой Грузинской ССР, в 1991 году — народной артисткой Грузинской ССР, а в 2004 году — народной артисткой Российской Федерации.
В 1991 году была приглашена своим французским агентом в Париж, где познакомилась с Мишелем Леграном и Жаном Дрежаком. Тогда же был заключён контракт с Мишелем Леграном и состоялся её первый концерт в парижской «Олимпии». Легран, представляя трёхтысячному залу, сказал: «Париж! Запомни это имя».
В репертуаре песни гражданского звучания («Зову Икара» Ю. Саульского, Р. Рождественского и другие) соседствовали с песнями элегическими, лирическими («Как молоды мы были» А. Пахмутовой, Н. Добронравова, «Осенний романс» Ермишева, А. Дементьева, «Памяти Эдит Пиаф» О. Тевдорадзе, И. Резника, «Виват, король, виват» Ю. Рыбчинского, Г. Татарченко). Постепенно появлялось всё больше песен её собственного сочинения: «Посвящение женщине» на ст. М. Цветаевой, композиция «Моя любовь Пиаф». Поёт в сопровождении оркестров под упр. А. Михайлова, М. Кажлаева. Из крупных событий её творческой жизни надо назвать сольный концерт в «Олимпии» (Париж, 1994), с ансамблем А. Козлова в Карнеги-холл (Нью-Йорк, 1995), «Мишель Легран представляет Тамару Гвердцители» (Нью-Йорк, 1996 — дуэты с Леграном, песни из фильма «Шербурские зонтики», русские и грузинские народные песни, романсы: «Только раз бывают в жизни встречи» и др.). В 2001—2003 — цикл сольных программ «Музыка без границ» в сопровождении ансамбля «Музыка». Некоторые песни исполняет под собственный аккомпанемент на фортепиано.
12 июля 2000 года Тамара Гвердцители получила гражданство Российской Федерации.
В 2010 году исполнила партию Кармен на сцене Днепропетровского оперного театра с миланским баритоном Джованни Рибикьезу, готовит постановку оперы в Москве с дирижёром Владимиром Зивой, снимается в кино, играла в Театре Российской армии в мюзикле «Человек из Ламанчи» с Владимиром Зельдиным, выступает с сольными концертами и совместной программой с Дмитрием Дюжевым, а в 2010 году блестяще дебютировала в новом для себя жанре моноспектакля.
Исполняет песни на более чем десяти языках: грузинском, русском, французском, итальянском, испанском, английском, иврите, украинском, армянском, немецком и др.
В 2007—2008 годах была членом Высшего совета партии «Гражданская сила».
В 2014 году стала наставником вокального шоу «Голос страны» на украинском телеканале «1+1».
В 2020 стала наставницей российского шоу «Голос. 60+».
Член общественного совета Российского еврейского конгресса.
Весной 2022 года Тамара Гвердцители временно остановила выступления в России и уехала в Грузию.
В 2023 году сыграла главную роль в русскоязычной премьере мюзикла Эндрю Ллойда Уэббера "Сансет бульвар" в Ереване.. Новая постановка режиссера Антона Музыкантского была представлена по специальному соглашению с театральной компанией Эндрю Ллойда Уэббера "Really Useful Group". Кандиатуру Тамары Гвердцители утвердил Уэббер самолично. 6 спектаклей состоялись в Спортивно-Концертный Комплекс имени Карена Демичяна в апреле 2023 года. Спектакль представила продюсерская компании SkyFist Studio.

## Семья
Отец — Михаил Павлович Гвердцители (умер 12 ноября 2021), учёный-кибернетик, программист. Мать — Инна Вольфовна Кофман (1938 — 2022), внучка раввина Одесской хоральной синагоги, которая в начале войны оказалась в эвакуации в Тбилиси, учительница русского языка и литературы, воспитательница Тбилисского дома пионеров, окончила филологический факультет Тбилисского пединститута им. А. С. Пушкина.
Бабушка по отцовской линии, Тамара Ивановна, была преподавательницей музыки. Бабушка и дедушка со стороны матери — Суламифь Соломоновна Розенштех и Вольф Абрамович Кофман.
Брат Павел, инженер, живёт в Тбилиси, у него двое детей.

### Личная жизнь
Первый муж (с 1984 по 1995) Георгий Кахабришвили (1947—2021) — режиссёр, занимал должность заместителя председателя Гостелерадио Грузии.
Сын Александр Кахабришвили (Сандро) (1986) учился в США, сейчас учится в Англии, в University of the Arts London, факультет Mass Media and Culture.
Второй муж Дмитрий Бреслав — адвокат, эмигрировал из СССР (Баку), жил в Бостоне и умер от остановки сердца.
Третий муж Сергей Георгиевич Амбатьело — кардиохирург, доктор медицинских наук, сотрудник научного центра сердечно-сосудистой хирургии им. А. Н. Бакулева. Расстались из-за ревности Сергея, прожив вместе 3 года. Развелись в декабре 2005 года.

## Творчество

### Альбомы
- 1982 — Дебют. Тамара Гвердцители (миньон)
- 1985 — Музыка: поёт Тамара Гвердцители
- 1991 — Белая ворона (рок-опера, партия Жанны д’Арк)
- 1992 — Тамара Гвердцители поёт свои песни
- 1994 — Виват, Король!
- 1996 — Спасибо, Музыка, тебе!
- 2000 — Лучшие песни разных лет
- 2001 — Посвящение Женщине
- 2002 — Виват, Любовь, Виват!
- 2002 — Мне вчера приснилось небо
- 2003 — Избранное
- 2004 — Музыка — Храм Души
- 2008 — Воздушный поцелуй
- 2008 — MP3-альбом «Избранное»
- 2009 — The Best (2 CD)
- 2016 — Тамара Гвердцители[42]
- 2017 — Momele (мамочка, песни на идише)

### Клипы
- Дон Жуан (2000)
- Скрипка грає (совместно с Дмитрием Гордоном) (2002)
- Воздушный поцелуй (2006)
- Безвоздушная тревога (совместно с Би-2) (2011)
- Нико Пиросмани (2012)
- Вороной (совместно с Олегом Газмановым) (2016)
- Я за тобою вознесусь (2018)
- Ориентир любви (2018)
- Давай разлуке запретим (совместно со Стасом Михайловым) (2019)
- Холодное танго (совместно с Александром Иншаковым) (2021)

### Фильмография
роли в кино
- 2006 — Жена Сталина — Мария Сванидзе
- 2010 — Дом образцового содержания — Кора Сулхановна Зеленская
- 2013 — Бульварное кольцо — играет саму себя

вокал
- 1984 — Белая роза бессмертия
- 1995 — Грибоедовский вальс — исполнение романсов

участие в фильмах
- 2008 — Владимир Зельдин. Влюблённый Дон Кихот (документальный)

### Телевидение
- 2007—2008 — «Две звезды» (Первый канал)
- 2011 — «Призрак Оперы» (Первый канал)
- 2014 — «Голос страны» (1+1)

### Вокал в музыкальных аудиоспектаклях
- 1978 — «Наш друг — Буратино» (ВИА «Мзиури») — Пьеро

### Театр
Играла в мюзикле Центрального академического театра Российской Армии «Человек из Ламанчи» — Альдонса-Дульсинея.
В 2023 году сыграла главную роль в русскоязычной премьере мюзикла Эндрю Ллойда Уэббера "Сансет бульвар" в Ереване. Режиссер Антон Музыкантский.

## Признание
- 1976 год — лауреат премии в Свердловске (Екатеринбурге), вторая премия;
- 1977 год — лауреат республиканского конкурса в Пицунде, третья премия;
- 1981 год — лауреат Всесоюзного эстрадного конкурса в Днепропетровске, вторая премия;
- 1981 год — лауреат Международного конкурса политической песни «Красная гвоздика» в Сочи, первая премия (Гран-при);
- 1982 год — лауреат Международного конкурса «Дрезден-шлягер» в Дрездене, вторая премия;
- 1984 год — Премия Ленинского комсомола — за концертные программы 1981—1983 годов
- 1988 год — приглашённая гостья фестиваля польской песни в Витебске;
- 1988 год — лауреат премии «Золотой Орфей» в городе Солнечный берег (Болгария), I премия за исполнение песни «Посвящение Эдит Пиаф» (музыка Отара Тевдорадзе, слова Ильи Резника);
- 1989 год — Заслуженная артистка Грузинской ССР ;
- 1989 год — приглашённая гостья фестиваля в Сопоте;
- 1990 год — приглашённая гостья фестиваля в Сан-Ремо;
- 1991 год — присвоение звания Народная артистка Грузинской ССР;
- 1993 год — посадка хвойного дерева в «Парке мира» в Израиле за выдающиеся заслуги перед Израилем;
- 1998 год — кавалер ордена Чести (21 мая 1998 года, Грузия) — за личный вклад в развитие современного грузинского эстрадного искусства, его популяризацию и плодотворную творческую деятельность [44];
- 2000 год — лауреат премии «Лица»;
- 2001 год — почётный лауреат премии «Пилар»;
- 2002 год — лауреат международной премии «Человек года» за выдающийся вклад в развитие культуры и искусства (присуждение высшим академическим советом);
- 2003 год — орден «За возрождение России. XXI век», вручение — 2004 год;
- 2004 год — Народная артистка Российской Федерации (18 ноября 2004 года) — за большие заслуги в области искусства[3].;
- 2005 год — лауреат премии Эйнштейна, номинация «За выдающийся вклад в развитие культуры и искусства и укрепление дружбы народов»;
- 2005 год — лауреат премии «Профессионал России», медаль;
- 2005 год — лауреат премии «Почётный меценат и Благотворитель Мира — 2005»
- 2005 год — лауреат Щепкинского фестиваля за спектакль «Человек из Ламанчи»;
- 2006 год — лауреат премии «Добрый ангел мира», номинация «За добро и милосердие» (орден);
- 2006 год — лауреат премии «Золотая звезда» в номинации «За благородную чистоту и обаяние» (орден «Святая София»);
- 2006 год — лауреат премии «Лучшие из лучших»;
- 2006 год — «Орден Миротворца»;
- 2006 год — Народная артистка Ингушетии;
- 2007 год — вручение Ордена Екатерины Великой I степени;
- 2007 год — кавалер ордена Дягилева I степени;
- 2007 год — лауреат премии «Кремлёвский Гранд», титул «Международное признание»;
- 2007 год — дипломант Международного фестиваля музыки Арно Бабаджаняна «За придание нового авторского звучания музыке Арно Бабаджаняна, высочайший профессионализм и личный вклад в проведение концерта, посвященного 85-летию этого композитора»;
- 2008 год — лауреат премии «Хранитель мира»;
- 2008 год — серебряная медаль имени Александра Сергеевича Пушкина «За вклад в развитие культуры и искусства»;
- 2008 год — почётный дипломант Законодательного Собрания Санкт-Петербурга;
- 2008 год — лауреат «Хрустального куба PS»;
- 2008 год — Почётный диплом Законодательного Собрания Санкт-Петербурга (14 мая 2008 года) — за выдающийся личный вклад в культурное развитие Санкт-Петербурга, высокий профессионализм и многолетнюю творческую деятельность[45].
- 2010 год — Ордена Почёта (22 июля 2010 года) — за большой вклад в развитие многонациональной культуры, искусства, образования и укрепление дружбы между народами[46].
- 2013 год - 15 марта 2013 года перед Тбилисским концертным залом на Аллее Славы открыли именную звезду Тамрико Гвердцители.
- 2017 год — Премия Президента Беларуси «Через искусство — к миру и взаимопониманию» (Республика Беларусь)
- 2017 год — лауреат премии «Шансон Года», за исполнение песни — «По Небу Босиком».
- 2017 год — Участие в музыкальном Марафоне «Эх, Разгуляй!».
- 2019 год —  Лауреат Российской национальной музыкальной премии «Виктория» в номинации «Городской романс» за песню «Давай разлуке запретим» (со Стасом Михайловым)